# Thilo Bräuninger
Thilo Bräuninger (* 25. Juni 1964 in Künzelsau) ist ein deutscher Unternehmer und ehemaliger Vertreter des Handwerks.
Nach seiner Meisterprüfung und dem Abschluss zum Betriebswirt des Handwerks, begann Thilo Bräuninger als Vorsitzender von regionalen Nachwuchsorganisationen des Handwerks. 1998 wurde er stellvertretender Bundesvorsitzender der Handwerksjunioren. Im gleichen Jahr wurde er mit der Wirtschaftsmedaille des Landes Baden-Württemberg ausgezeichnet. Im Jahr 2000 wurde Thilo Bräuninger zum Bundesvorsitzenden der Handwerksjunioren gewählt.
Mit 40 Jahren wurde Thilo Bräuninger zum Präsidenten der Handwerkskammer Heilbronn-Franken  gewählt und war bis dahin jüngster Handwerksmeister in Deutschland, der ein solches Amt bekleidete. 2007 schied er auf eigenen Wunsch aus dem Amt aus. Seit seinem Rückzug aus den Interessenverbänden des Handwerks ist Thilo Bräuninger als Unternehmer und Präsident des Verwaltungsrates für die GriP Safety Coatings AG tätig.
2008 wurde Thilo Bräuninger mit dem Bundesverdienstkreuz am Bande für sein engagiertes Eintreten für den Bereich der beruflichen Bildung, insbesondere für die Ausbildung im Handwerk ausgezeichnet.